# Somni de l'ànima
El somni de l'ànima, també anomenat mortalisme, és un ensenyament del protestantisme radical. Segons la teoria, els morts no van al cel, sinó que dormen a la pols, fins al Dia del Judici, i la resurrecció dels morts. Entre els representants notables d'aquesta doctrina, s'inclouen William Tyndale, John Milton, Thomas Hobbes i Isaac Newton.